# Cúla4
Cúla4 une chaine satellite en irlandais pour les enfants, qui fait partie du groupe TG4: une chaîne de télévision publique.